# Origen (álbum de Juanes)
Origen es el noveno álbum de estudio del cantante colombiano Juanes, lanzado el 28 de mayo de 2021 por Universal Music. El álbum está compuesto por doce canciones, siendo todas versiones de canciones de diferentes cantantes, estas incluyen canciones en español e inglés.

## Antecedentes
La producción para el álbum comenzó a finales de 2019 con la grabación de este empezando en enero de 2020. El proyecto se compone de doce versiones de diversas canciones que marcaron la infancia y adolescencia del cantante, según Juanes "Origen es mi tributo personal a varios de esos artistas y canciones que más me influenciaron antes de mi carrera en solitario".
El primer sencillo del álbum fue una versión de la canción "El amor después del amor" del cantante argentino Fito Páez, lanzada en 1992, la versión fue lanzada el 8 de abril de 2021 y fue presentada en los Premios Latin American Music de 2021.
Para acompañar el álbum, el documental de 51 minutos Juanes: Origen se lanzó el 28 de mayo de 2021 a través de Amazon Prime, este muestra la infancia del cantante junto con el desarrollo de su amor por la música e interés por los instrumentos musicales.

## Lista de canciones
Todas las canciones fueron producidas por Juanes y Sebastián Krys.

| Origen |                                                                  |                                                                   |          |  |
| N.º    | Título                                                           | Escritor(es)                                                      | Duración |  |
| 1.     | «Rebelión» (originalmente de Joe Arroyo)                         | Álvaro José Arroyo González                                       | 3:37     |  |
| 2.     | «Volver» (originalmente de Carlos Gardel)                        | Carlos Gardel, Alfredo Le Pera                                    | 2:47     |  |
| 3.     | «Nuestro Juramento» (originalmente de Julio Jaramillo)           | Benito de Jesús                                                   | 3:09     |  |
| 4.     | «La Bilirrubina» (originalmente de Juan Luis Guerra)             | Juan Luis Guerra                                                  | 3:22     |  |
| 5.     | «Todo Hombre es una Historia» (originalmente de Kraken)          | Elkin Ramírez, Hugo Restrepo, Isaza, Jorge Atehortúa, Rick Posada | 5:03     |  |
| 6.     | «El Amor Después del Amor» (originalmente de Fito Páez)          | Fito Páez                                                         | 3:45     |  |
| 7.     | «Could You Be Loved» (originalmente de Bob Marley & The Wailers) | Bob Marley                                                        | 3:29     |  |
| 8.     | «Sin Medir Distancias» (originalmente de Diomedes Díaz)          | Gustavo Gutiérrez Cabello                                         | 3:57     |  |
| 9.     | «No Tengo Dinero» (originalmente de Juan Gabriel)                | Alberto Aguilera Valadez                                          | 3:31     |  |
| 10.    | «Dancing in the Dark» (originalmente de Bruce Springsteen)       | Bruce Springsteen                                                 | 4:04     |  |
| 11.    | «De Oro» (originalmente de La Familia André)                     | Fernando Echavarría                                               | 3:10     |  |
| 12.    | «Y Nos Dieron las Diez» (originalmente de Joaquín Sabina)        | Joaquín Sabina                                                    | 5:14     |  |
| 45:08  |                                                                  |                                                                   |          |  |

## Posicionamiento en listas
| Listas (2019)       | Mejor posición |
| ------------------- | -------------- |
| España (PROMUSICAE) | 69             |